# Žlunice
Žlunice är en ort i Tjeckien. Den ligger i den centrala delen av landet, 70 km öster om huvudstaden Prag. Žlunice ligger 264 meter över havet och antalet invånare är 261.
Terrängen runt Žlunice är platt. Runt Žlunice är det ganska tätbefolkat, med 124 invånare per kvadratkilometer. Närmaste större samhälle är Jičín, 15,2 km norr om Žlunice. Trakten runt Žlunice består till största delen av jordbruksmark.